# Прогресс (завод, Бердичев)
Акционерное общество «Бердичевский машиностроительный завод „Прогресс“» (АО «БМЗ „Прогресс“») — русское, советское и украинское машиностроительное предприятие в городе Бердичев (Житомирская область, Украина).

## История
Первоначально — механический и чугунолитейный завод Л. К. Плахецкого, основанный в 1880 году в непосредственной близости от железнодорожного вокзала на Торговой площади. Производственные цехи и участки размещались на участке общей площадью 3730 кв. сажен. Завод был оснащён вагранкой, четырьмя кузнечными горнами, семью станками и паровой машиной мощностью 8 л.с. Численность рабочих составляла 30 человек, годовой объём производства — до 50 тыс. руб.
В первые годы своего существования завод лишь ремонтировал сельскохозяйственный инвентарь, а позже начал выпускать плуги, сеялки, веялки и другие виды сельскохозяйственной техники.
Вскоре Плахецкий приглашает в компаньоны купца И. М. Доберского, и предприятие начинает функционировать под названием «Механический и чугунолитейный завод Плахецкого и Доберского».
Дальнейшее развитие завод получил благодаря усиленному строительству на Юго-Западе России сахарных и винокуренных предприятий, мельниц, крупорушек и маслобоен. Учредители строящихся предприятий начинают засыпать завод Плахецкого и Доберского заказами.
В значительной мере развитию завода способствовала близость железной дороги, связавшей в 1870 году Бердичев с Казатином, потом с Шепетовкой, а в 1896 году — с центром Волынской губернии городом Житомиром.
Масштабы производства завода Плахецкого и Доберского постоянно расширялись, и к 1892 году его оборудование уже было представлено двумя локомобилями общей мощностью 16 л.с., двумя вагранками, шестью кузнечными горнами, 17 различными станками и двумя вентиляторами.
Обилие поступавших заказов и ограниченные производственные мощности потребовали коренной перестройки завода. Плахецкий и Доберский расширяют территорию завода за счёт дополнительной закупки у землевладельцев площадей, примыкающих к предприятию. В 1895 году в качестве компаньона ими приглашается инженер-технолог Н. Ф. Барсуков.
В сентябре 1895 года Плахецкий, Доберский и Барсуков направили в департамент торговли и мануфактур министерства торговли и промышленности Российской империи прошение об утверждении проекта устава "Товарищества машиностроительного завода «Прогресс».
29 июня 1896 года российский император Николай II утвердил представленный устав, и на основе этого создаётся "Общество машиностроительного завода «Прогресс» с основным капиталом 350 тыс. руб. Был выпущен пакет акций в количестве 1400 штук достоинством 350 руб. каждая.
В 1896 году завод значительно расширяет свои производственные мощности за счёт строительства новых корпусов, сооружения механической мастерской с галёркой площадью 864 м², кузницы, чугунолитейного завода с сушилками и вагранками, модельного и меднокотельного отделений и т. д. В 1900 году вступил в строй механический цех, а в 1903 году был осуществлён полный переход предприятия на выпуск оборудования для сахарных и рафинадных заводов.
В начале XX столетия на смену прежним владельцам завода приходят новые, преимущественно иностранцы. Директором-распорядителем общества становится швейцарец Ф. Г. Енни. Директорами правления избираются Г. Г. Енни и П. И. Гомола. Впоследствии почти весь основной капитал общества переходит в руки швейцарцев Енни.
На заводе преобладал ручной труд. Транспортировка материалов, заготовок и деталей осуществлялась либо вручную, либо с помощью тележек. Продолжительность рабочего дня составляла 11-12 часов. За тяжёлый труд квалифицированные рабочие получали за день 1 руб. 25 коп., чернорабочие — 80 коп., а ученики — 30-40 коп. Низкая заработная плата урезалась хозяйскими мастерами путём различных штрафов.
В цехах отсутствовала вентиляция, из-за чего работать приходилось в клубах гари, пыли и удушливых газов. Акционеры не принимали никаких мер для улучшения условий труда рабочих, увеличивая свои прибыли за счёт усиления их эксплуатации.
Единичные протесты рабочих против произвола администрации успеха не имели. Кроме того, протесты эти могли обернуться для рабочего реальной угрозой быть выброшенным за ворота завода, где в поисках любой работы стояла целая толпа обнищавших горожан и безземельных крестьян из окрестных деревень.
Разразившийся в 1900—1903 годах мировой экономический кризис, захвативший и царскую Россию, чрезвычайно негативно сказывался на и без того жалком положении рабочих завода. Резко понизилась заработная плата. Администрация непрерывно увольняла рабочих, оставляя их семьи без средств к существованию.
С 13 августа 1903 года начались массовые забастовки рабочих с требованиями сокращения рабочего дня, улучшения условий труда и повышения заработной платы.
Выступления рабочих завода нанесли значительный удар по прибылям акционеров. Основной капитал общества снизился с 350 тыс. руб. до 280 тыс. руб., курс акций упал с 250 руб. до 200 руб. Акционеры искали выход из создавшегося тупика, стремились укрепить пошатнувшуюся экономику товарищества. К тому времени подавляющее большинство акций перешло в руки швейцарцев Енни. На состоявшемся в 1910 году собрании акционеры принимают решение о возбуждении ходатайства перед министерством торговли и промышленности об увеличении основного капитала на 170 тыс. руб. и дополнительном выпуске пакета акций на эту сумму достоинством 200 руб. каждая.
Это ходатайство нашло в министерстве поддержку, благодаря чему акционерам удалось поправить пошатнувшееся экономическое положение, осуществив переход на выпуск оборудования для сахарных заводов: резервуары, выпарные и вакуумные аппараты, бродильные чаны и аппараты для пивоваренных и винокуренных заводов, аппараты Пасбурга, вагонетки, конденсаторы, желоба, свекловичные мойки, транспортёры, свекловичные и жомовые шнеки, сушилки, элеваторы, подъёмники, различные строительные металлоконструкции (фермы, колонны, лестницы, ограждения и др.).
Станочный парк состоял из 44 токарных станков, 11 строгальных, 4 долбёжных, 24 сверлильных и других. Для изготовления заклёпок имелись три приводных молота. В литейном цехе работали две вагранки.
Энергетическое хозяйство было представлено газогенераторными моторами общей мощностью около 120 л.с., при помощи которых приводилось в действие металлообрабатывающее оборудование. Электрическое освещение обеспечивали динамомашины, приводимые в действие газовым мотором мощностью 30 л.с.
В 1900—1912 годах завод принимал участие в строительстве и оснащении сахарных заводов в Ашехе (Маньчжурия), Гарбовского, Киселёвского, Корюковского, Мезеновского, Одесского, Супруновского, Фёдоровского, Черкасского и Шепетовского, полностью оборудовал Ярошевский, Янушпольский, Набутовский, Пенский и Рыжавский сахарные заводы, а также Белоколодезский и Кашперовский рафинадные. Более 120 сахарных предприятий состояли заказчиками выпускавшейся заводом продукции.
В 1913 году было изготовлено промышленной продукции на сумму 1 477 266 руб.
С началом в июле 1914 года Первой мировой войны завод получил крупные военные заказы от Петроградского окружного артиллерийского управления, Михайловского (Шостенского) порохового завода, Самарского (Сергиевского) завода взрывчатых веществ, общества Московско-Киевско-Воронежской железной дороги и др. Только Петроградское окружное артиллерийское управление разместило заказ на изготовление 300 тыс. трёхдюймовых фугасных гранат.
Для выполнения военных заказов потребовалась коренная перестройка производства. В 1914—1915 годах вводятся в эксплуатацию снарядный и котельный цехи. Для обработки корпусов гранат устанавливается металлообрабатывающее оборудование на сумму 400 тыс. руб. В 1915 году строится здание электросиловой станции, и энергетическая база пополняется дизелем Нобеля мощностью 160 л.с. и дизелем Фельзера мощностью 70 л.с., а также генераторами общей мощностью 95 кВт. Годом позже, в 1916 году, для ускорения отгрузки военных заказов на завод прокладывается железнодорожная ветка.
В 1996 году — через 100 лет — вторично состоялось акционирование завода.
На предприятии с 14 марта 1996 года внедрена и действует сертифицированная Система управления качеством в соответствии с ISO 9001. В 2017 году система управления качеством сертифицирована на соответствие ISO 9001:2015.
В 2000 году создан Торговый Дом завода «Прогресс».

## 2008
По итогам 2008 года БМЗ «Прогресс» увеличил чистый доход от реализации продукции на 21 % по сравнению с 2007 годом — до 120,78 млн грн, чистая прибыль возросла на 18 % — до 4,91 млн грн.

2009 год завод завершил с чистой прибылью в размере 0,262 млн грн, что в 18,7 раза меньше аналогичного показателя 2008 года (4,91 млн грн) 
.
По состоянию на 11 декабря 2008 года 13,02 % акций завода принадлежит компании "Торговый дом завода «Прогресс» (Киев), 61,14 % — компании «Укртехуглерод» (Киев) и 9,58 % — холдинговой компании «АвтоКрАЗ».
Завод поставляет оборудование на многие предприятия Украины и стран СНГ, а также в США, Германию, Израиль, Китай, Иран, Индию, страны Восточной Европы, Турцию 

На территории ПАО "Бердичевский машиностроительный завод «Прогресс» и города Бердичева осенью 2008 года снимались кадры художественного фильма «В Париж! (Батя)».

## Важные события

### Юбилей БМЗ «Прогресс»
В дни с 23 по 25 сентября 2010 года проходило празднование 130-летнего юбилея Бердичевского машиностроительного завода «Прогресс», приуроченное ко Дню машиностроителя. Мероприятие проходило на площади перед городским Дворцом культуры, собрав огромное количество «прогрессантов» и жителей Бердичева, которые смогли насладиться витавшей в воздухе энергией Бердичевского машиностроения. Кроме праздничного концерта, горожане имели возможность наблюдать спортивную эстафету, победу в которой одержала команда с Литейного комплекса завода «Прогресс». По окончании мероприятия все направились во Дворец культуры с целью просмотра видеофильма «Прогресс», снятого телекомпанией «Вик» по заказу руководства машиностроительного предприятия.

### Производство крупнейшего фильтра
30 августа 2009 года предприятие представило свою новую разработку фильтр-пресс КМПм–196. В результате этого заводом был получен диплом и приз победителя Всеукраинского конкурса качества «100 лучших товаров Украины» на региональном уровне. 22 октября 2010 года фильтр-пресс КМПм-196 был введен в эксплуатацию. На сегодняшний день он является самым передовым оборудованием данного типа в мире.

### ОАО «БМЗ «Прогресс» стало публичным акционерным обществом
10 апреля 2012 г. по результатам очередного собрания акционеров Бердичевский машиностроительный завод «Прогресс» из открытого акционерного общества (ОАО) преобразован в публичное (ПАО).
ПАО «БМЗ «Прогресс» стало акционерным обществом
15 апреля 2019 г. по результатам очередного собрания акционеров Бердичевский машиностроительный завод «Прогресс» из публичного акционерного общества (ПАО) преобразован в акционерное общество (АО).

### Новый проект для ЧАО «Полтавский ГОК»
В 2018 году «БМЗ «Прогресс» приступил к практической реализации проекта «Строительство закрытого склада концентрата» для ЧАО «Полтавский ГОК.
Несмотря на название «склад» данный объект по сути является двумя участками технологического передела производства ЖРК и включает в себя сгущение пульпы и ее дальнейшую фильтрацию (обезвоживание). Участок будет запитываться пульпой от обогатительной фабрики и со склада в виде обезвоженного концентрата передаваться на линию окомкования либо на участок погрузки в вагоны в качестве готового товарного продукта.
Сердцем этого объекта является участок обезвоживания, который представлен тремя фильтр-прессами ФКМ 500, высокой единичной мощности. 

## Основные виды деятельности
Одно из старейших предприятий Украины, история которого насчитывает более 135 лет – располагает современными эффективными разработками в области производства  фильтровального, сушильного, емкостного оборудования технологического назначения для многих отраслей промышленности.
«Прогресс» обладает мощной производственно-технологической базой и высококвалифицированным научным, инженерным и техническим персоналом. Заводские цеха, оснащенные современным технологическим оборудованием, выполняются литейные, заготовительные, кузнечно-прессовые, сборочно-сварочные роботы, механическую обработку различных материалов и имеют возможность гибко менять технологические процессы. Производственные площади дают возможность организовывать производство нетрадиционных видов продукции. 

## Продукция
- Фильтры для разделения суспензий на твёрдую и жидкую фазы (ёмкостные, дисковые, ленточные, листовые, патронные).
- Фильтры для очистки отходящих газов (электрофильтры, фильтры рукавные, оборудование для сероочистки).
- Фильтр-прессы (камерные (башенные и горизонтальные), рамные, ленточные).
- Аппараты с вращающимися барабанами (сушилки, печи, холодильники, кристаллизаторы, коагуляторы).
- Солерастворители, ленточные смесители, аппараты с перемешивающими устройствами, деструкторы
- Запорная арматура (задвижки шиберные, клапаны пережимные).
- Элементы сосудов под давлением (днища, фланцы, штуцеры).
- Перфорированные металлические листы.
- Поковки.
- Чугунное, цветное и высоколегированное стальное литьё.
- Прицепы для легковых автомобилей.
- Бытовые и промышленные отопительные котлы.
- Промышленные металлоконструкции.
- Пресс-формы и литформы для резин и пластмасс.
- Детали и узлы по документации или образцам заказчиков.
- Спортивные снаряды (гантели, гири).